# Olimpiai érmesek listája kötöttfogású birkózásban
Ez a lap az olimpiai érmesek listája kötöttfogású birkózásban 1896-tól 2020-ig.

## Összesített éremtáblázat
(A táblázatokban Magyarország és a rendező nemzet sportolói eltérő háttérszínnel, az egyes számoszlopok legmagasabb értéke vagy értékei vastagítással kiemelve.)

| A nyári olimpiai játékok összesített éremtáblázata kötöttfogású birkózásban | A nyári olimpiai játékok összesített éremtáblázata kötöttfogású birkózásban | A nyári olimpiai játékok összesített éremtáblázata kötöttfogású birkózásban | A nyári olimpiai játékok összesített éremtáblázata kötöttfogású birkózásban | A nyári olimpiai játékok összesített éremtáblázata kötöttfogású birkózásban | Olimpia  |
| --------------------------------------------------------------------------- | --------------------------------------------------------------------------- | --------------------------------------------------------------------------- | --------------------------------------------------------------------------- | --------------------------------------------------------------------------- | -------- |
|                                                                             | Ország                                                                      | Arany                                                                       | Ezüst                                                                       | Bronz                                                                       | Összesen |
| 1.                                                                          | Szovjetunió (URS)                                                           | 34                                                                          | 16                                                                          | 10                                                                          | 60       |
| 2.                                                                          | Svédország (SWE)                                                            | 20                                                                          | 17                                                                          | 21                                                                          | 58       |
| 3.                                                                          | Finnország (FIN)                                                            | 18                                                                          | 21                                                                          | 19                                                                          | 58       |
| 4.                                                                          | Magyarország (HUN)                                                          | 17                                                                          | 13                                                                          | 11                                                                          | 41       |
| 5.                                                                          | Oroszország (RUS)                                                           | 12                                                                          | 6                                                                           | 7                                                                           | 25       |
| 6.                                                                          | Törökország (TUR)                                                           | 11                                                                          | 6                                                                           | 8                                                                           | 25       |
| 7.                                                                          | Bulgária (BUL)                                                              | 9                                                                           | 14                                                                          | 9                                                                           | 32       |
| 8.                                                                          | Kuba (CUB)                                                                  | 9                                                                           | 5                                                                           | 2                                                                           | 16       |
| 9.                                                                          | Dél-Korea (KOR)                                                             | 7                                                                           | 2                                                                           | 7                                                                           | 16       |
| 10.                                                                         | Románia (ROU)                                                               | 6                                                                           | 8                                                                           | 13                                                                          | 27       |
| 11.                                                                         | Olaszország (ITA)                                                           | 6                                                                           | 4                                                                           | 9                                                                           | 19       |
| 12.                                                                         | Lengyelország (POL)                                                         | 5                                                                           | 8                                                                           | 8                                                                           | 21       |
| 13.                                                                         | Németország (GER)                                                           | 4                                                                           | 10                                                                          | 8                                                                           | 22       |
| 14.                                                                         | Japán (JPN)                                                                 | 4                                                                           | 7                                                                           | 4                                                                           | 15       |
| 15.                                                                         | Irán (IRI)                                                                  | 4                                                                           | 1                                                                           | 4                                                                           | 9        |
| 16.                                                                         | Egyesült Államok (USA)                                                      | 3                                                                           | 6                                                                           | 6                                                                           | 15       |
| 17.                                                                         | Jugoszlávia (YUG)                                                           | 3                                                                           | 5                                                                           | 4                                                                           | 12       |
| 18.                                                                         | Egyesített Csapat (EUN)                                                     | 3                                                                           | 3                                                                           | 3                                                                           | 9        |
| 19.                                                                         | Észtország (EST)                                                            | 3                                                                           | 1                                                                           | 4                                                                           | 8        |
| 20.                                                                         | Egyiptom (EGY)                                                              | 2                                                                           | 3                                                                           | 3                                                                           | 8        |
| 20.                                                                         | Örményország (ARM)                                                          | 2                                                                           | 3                                                                           | 3                                                                           | 8        |
| 22.                                                                         | Ukrajna (UKR)                                                               | 2                                                                           | 3                                                                           | 2                                                                           | 7        |
| 23.                                                                         | Franciaország (FRA)                                                         | 2                                                                           | 2                                                                           | 5                                                                           | 9        |
| 24.                                                                         | Norvégia (NOR)                                                              | 2                                                                           | 1                                                                           | 2                                                                           | 5        |
| 25.                                                                         | NDK (GDR)                                                                   | 2                                                                           | 1                                                                           | 1                                                                           | 4        |
| 26.                                                                         | Csehszlovákia (TCH)                                                         | 1                                                                           | 6                                                                           | 4                                                                           | 11       |
| 27.                                                                         | Görögország (GRE)                                                           | 1                                                                           | 3                                                                           | 5                                                                           | 9        |
| 28.                                                                         | Grúzia (GEO)                                                                | 1                                                                           | 3                                                                           | 4                                                                           | 8        |
| 29.                                                                         | NSZK (FRG)                                                                  | 1                                                                           | 3                                                                           | 1                                                                           | 5        |
| 30.                                                                         | Azerbajdzsán (AZE)                                                          | 1                                                                           | 2                                                                           | 4                                                                           | 7        |
| 31.                                                                         | Kazahsztán (KAZ)                                                            | 1                                                                           | 2                                                                           | 2                                                                           | 5        |
| 32.                                                                         | Az Orosz Olimpiai Bizottság versenyzői (ROC)                                | 1                                                                           | 0                                                                           | 2                                                                           | 3        |
| 33.                                                                         | Szerbia (SRB)                                                               | 1                                                                           | 0                                                                           | 1                                                                           | 2        |
| 33.                                                                         | Üzbegisztán (UZB)                                                           | 1                                                                           | 0                                                                           | 1                                                                           | 2        |
|                                                                             |                                                                             |                                                                             |                                                                             |                                                                             |          |
| 35.                                                                         | Egyesült Német Csapat (EUA)                                                 | 0                                                                           | 4                                                                           | 3                                                                           | 7        |
| 36.                                                                         | Dánia (DEN)                                                                 | 0                                                                           | 3                                                                           | 6                                                                           | 9        |
| 37.                                                                         | Fehéroroszország (BLR)                                                      | 0                                                                           | 2                                                                           | 5                                                                           | 7        |
| 38.                                                                         | Kirgizisztán (KGZ)                                                          | 0                                                                           | 2                                                                           | 1                                                                           | 3        |
| 39.                                                                         | Kína (CHN)                                                                  | 0                                                                           | 1                                                                           | 5                                                                           | 6        |
| 40.                                                                         | Libanon (LIB)                                                               | 0                                                                           | 1                                                                           | 2                                                                           | 3        |
| 41.                                                                         | Litvánia (LTU)                                                              | 0                                                                           | 1                                                                           | 1                                                                           | 2        |
| 42.                                                                         | Lettország (LAT)                                                            | 0                                                                           | 1                                                                           | 0                                                                           | 1        |
| 42.                                                                         | Mexikó (MEX)                                                                | 0                                                                           | 1                                                                           | 0                                                                           | 1        |
|                                                                             |                                                                             |                                                                             |                                                                             |                                                                             |          |
| 44.                                                                         | Ausztria (AUT)                                                              | 0                                                                           | 0                                                                           | 1                                                                           | 1        |
| 44.                                                                         | Csehország (CZE)                                                            | 0                                                                           | 0                                                                           | 1                                                                           | 1        |
| 44.                                                                         | Észak-Korea (PRK)                                                           | 0                                                                           | 0                                                                           | 1                                                                           | 1        |
| 44.                                                                         | Moldova (MDA)                                                               | 0                                                                           | 0                                                                           | 1                                                                           | 1        |
| 44.                                                                         | Svájc (SUI)                                                                 | 0                                                                           | 0                                                                           | 1                                                                           | 1        |
|                                                                             |                                                                             |                                                                             |                                                                             |                                                                             |          |
| Összesen                                                                    | Összesen                                                                    | 199                                                                         | 201                                                                         | 225                                                                         | 625      |

## Aktuális versenyszámok

### Légsúly
- -58 kg (1924–1928)
- -56 kg (1932–1936)
- -57 kg (1948–1996)
- -58 kg (2000)
- -55 kg (2004–2012)
- -59 kg (2016)
- -60 kg (2020–)

| Olimpia                        | Arany                                      | Ezüst                                        | Bronz                                                          |
| 1924, Párizs részletek         | Eduard Pütsep · Észtország (EST)           | Anselm Ahlfors · Finnország (FIN)            | Väinö Ikonen · Finnország (FIN)                                |
| 1928, Amszterdam részletek     | Kurt Leucht · Németország (GER)            | Jindřich Maudr · Csehszlovákia (TCH)         | Giovanni Gozzi · Olaszország (ITA)                             |
| 1932, Los Angeles részletek    | Jakob Brendel · Németország (GER)          | Marcello Nizzola · Olaszország (ITA)         | Louis François · Franciaország (FRA)                           |
| 1936, Berlin részletek         | Lőrincz Márton · Magyarország (HUN)        | Egon Svensson · Svédország (SWE)             | Jakob Brendel · Németország (GER)                              |
| 1948, London részletek         | Kurt Pettersén · Svédország (SWE)          | Ali Mahmoud Hassan · Egyiptom (EGY)          | Halil Kaya · Törökország (TUR)                                 |
| 1952, Helsinki részletek       | Hódos Imre · Magyarország (HUN)            | Zakaria Chibab · Libanon (LIB)               | Artyom Terjan · Szovjetunió (URS)                              |
| 1956, Melbourne részletek      | Konsztantyin Virupajev · Szovjetunió (URS) | Edvin Vesterby · Svédország (SWE)            | Francisc Horvat · Románia (ROU)                                |
| 1960, Róma részletek           | Oleg Karavajev · Szovjetunió (URS)         | Ion Cernea · Románia (ROU)                   | Dinko Petrov · Bulgária (BUL)                                  |
| 1964, Tokió részletek          | Icsigucsi Maszamicu · Japán (JPN)          | Vlagyimir Trosztyanszkij · Szovjetunió (URS) | Ion Cernea · Románia (ROU)                                     |
| 1968, Mexikóváros részletek    | Varga János · Magyarország (HUN)           | Ion Baciu · Románia (ROU)                    | Ivan Kocsergin · Szovjetunió (URS)                             |
| 1972, München részletek        | Rusztam Kazakov · Szovjetunió (URS)        | Hans-Jürgen Veil · NSZK (FRG)                | Risto Björlin · Finnország (FIN)                               |
| 1976, Montréal részletek       | Pertti Ukkola · Finnország (FIN)           | Ivica Frgić · Jugoszlávia (YUG)              | Farhat Musztafin · Szovjetunió (URS)                           |
| 1980, Moszkva részletek        | Samil Szerikov · Szovjetunió (URS)         | Józef Lipień · Lengyelország (POL)           | Benni Ljungbeck · Svédország (SWE)                             |
| 1984, Los Angeles részletek    | Pasquale Passarelli · NSZK (FRG)           | Etó Maszaki · Japán (JPN)                    | Harálambosz Holídisz · Görögország (GRE)                       |
| 1988, Szöul részletek          | Sike András · Magyarország (HUN)           | Sztojan Balov · Bulgária (BUL)               | Harálambosz Holídisz · Görögország (GRE)                       |
| 1992, Barcelona részletek      | An Hanbong (An Han-Bong) · Dél-Korea (KOR) | Rifat Yildiz · Németország (GER)             | Seng Cö-tien (Sheng Zetian) · Kína (CHN)                       |
| 1996, Atlanta részletek        | Jurij Melnyicsenko · Kazahsztán (KAZ)      | Dennis Hall · Egyesült Államok (USA)         | Seng Cö-tien (Sheng Zetian) · Kína (CHN)                       |
| 2000, Sydney részletek         | Armen Nazarjan · Bulgária (BUL)            | Kim Inszop (Kim In-seop) · Dél-Korea (KOR)   | Seng Cö-tien (Sheng Zetian)n · Kína (CHN)                      |
| 2004, Athén részletek          | Majoros István · Magyarország (HUN)        | Gajdar Mamedalijev · Oroszország (RUS)       | Artyom Kjuregjan · Görögország (GRE)                           |
| 2008, Peking részletek         | Nazir Mankijev · Oroszország (RUS)         | Rövşən Bayramov · Azerbajdzsán (AZE)         | Pak Uncshol (Park Eun-cheol) · Dél-Korea (KOR)                 |
| 2008, Peking részletek         | Nazir Mankijev · Oroszország (RUS)         | Rövşən Bayramov · Azerbajdzsán (AZE)         | Roman Amojan · Örményország (ARM)                              |
| 2012, London részletek         | Hamid Szórján · Irán (IRI)                 | Rövşən Bayramov · Azerbajdzsán (AZE)         | Módos Péter · Magyarország (HUN)                               |
| 2012, London részletek         | Hamid Szórján · Irán (IRI)                 | Rövşən Bayramov · Azerbajdzsán (AZE)         | Mingijan Szemjonov · Oroszország (RUS)                         |
| 2016, Rio de Janeiro részletek | Ismael Borrero · Kuba (CUB)                | Óta Sinobu · Japán (JPN)                     | Elmurat Taszmuradov · Üzbegisztán (UZB)                        |
| 2016, Rio de Janeiro részletek | Ismael Borrero · Kuba (CUB)                | Óta Sinobu · Japán (JPN)                     | Stig André Berge · Norvégia (NOR)                              |
| 2020, Tokió részletek          | Luis Orta · Kuba (CUB)                     | Fumita Kenicsiró · Japán (JPN)               | Valihan Szajliko · Kína (CHN)                                  |
| 2020, Tokió részletek          | Luis Orta · Kuba (CUB)                     | Fumita Kenicsiró · Japán (JPN)               | Szergej Jemelin · Az Orosz Olimpiai Bizottság versenyzői (ROC) |

### Könnyűsúly
- -66,6 kg (1908)
- -67,5 kg (1912–1928)
- -66 kg (1932–1936)
- -67 kg (1948–1960)
- -70 kg (1964–1968)
- -68 kg (1972–1996)
- -69 kg (2000)
- -66 kg (2004–2016)
- -67 kg (2020–)

| Olimpia                        | Arany                                     | Ezüst                                          | Bronz                                      |
| 1908, London részletek         | Enrico Porro · Olaszország (ITA)          | Nyikolaj Orlov · Oroszország (RUS)             | Arvid Lindén · Finnország (FIN)            |
| 1912, Stockholm részletek      | Emil Väre · Finnország (FIN)              | Gustaf Malmström · Svédország (SWE)            | Edvin Mattiasson · Svédország (SWE)        |
| 1920, Antwerpen részletek      | Emil Väre · Finnország (FIN)              | Taavi Tamminen · Finnország (FIN)              | Frithjof Andersen · Norvégia (NOR)         |
| 1924, Párizs részletek         | Oskari Friman · Finnország (FIN)          | Keresztes Lajos · Magyarország (HUN)           | Källe Westerlund · Finnország (FIN)        |
| 1928, Amszterdam részletek     | Keresztes Lajos · Magyarország (HUN)      | Eduard Sperling · Németország (GER)            | Edvard Westerlund · Finnország (FIN)       |
| 1932, Los Angeles részletek    | Eric Malmberg · Svédország (SWE)          | Abraham Kurland · Dánia (DEN)                  | Eduard Sperling · Németország (GER)        |
| 1936, Berlin részletek         | Lauri Koskela · Finnország (FIN)          | Josef Herda · Csehszlovákia (TCH)              | Voldemar Väli · Észtország (EST)           |
| 1948, London részletek         | Gustav Freij · Svédország (SWE)           | Aage Eriksen · Norvégia (NOR)                  | Ferencz Károly · Magyarország (HUN)        |
| 1952, Helsinki részletek       | Sazam Szafin · Szovjetunió (URS)          | Gustav Freij · Svédország (SWE)                | Mikuláš Atanasov · Csehszlovákia (TCH)     |
| 1956, Melbourne részletek      | Kyösti Lehtonen · Finnország (FIN)        | Rıza Doğan · Törökország (TUR)                 | Tóth Gyula · Magyarország (HUN)            |
| 1960, Róma részletek           | Avtandil Koridse · Szovjetunió (URS)      | Branislav Martinović · Jugoszlávia (YUG)       | Gustav Freij · Svédország (SWE)            |
| 1964, Tokió részletek          | Kazım Ayvaz · Törökország (TUR)           | Valeriu Bularcă · Románia (ROU)                | David Gvanceladze · Szovjetunió (URS)      |
| 1968, Mexikóváros részletek    | Munemura Munedzsi · Japán (JPN)           | Stevan Horvat · Jugoszlávia (YUG)              | Pétrosz Galaktópulosz · Görögország (GRE)  |
| 1972, München részletek        | Samil Hiszamutgyinov · Szovjetunió (URS)  | Sztojan Aposztolov · Bulgária (BUL)            | Gian Matteo Ranzi · Olaszország (ITA)      |
| 1976, Montréal részletek       | Szuren Nalbangyan · Szovjetunió (URS)     | Ştefan Rusu · Románia (ROU)                    | Heinz-Helmut Wehling · NDK (GDR)           |
| 1980, Moszkva részletek        | Ştefan Rusu · Románia (ROU)               | Andrzej Supron · Lengyelország (POL)           | Lars-Erik Skiöld · Svédország (SWE)        |
| 1984, Los Angeles részletek    | Vlado Lisjak · Jugoszlávia (YUG)          | Tapio Sipilä · Finnország (FIN)                | James Martinez · Egyesült Államok (USA)    |
| 1988, Szöul részletek          | Levon Dzsulfalakjan · Szovjetunió (URS)   | Kim Szongmun (Gim Seong-mun) · Dél-Korea (KOR) | Tapio Sipilä · Finnország (FIN)            |
| 1992, Barcelona részletek      | Repka Attila · Magyarország (HUN)         | Iszlam Dugucsiev · Egyesített Csapat (EUN)     | Rodney Smith · Egyesült Államok (USA)      |
| 1996, Atlanta részletek        | Ryszard Wolny · Lengyelország (POL)       | Ghani Yalouz · Franciaország (FRA)             | Alekszandr Tretyjakov · Oroszország (RUS)  |
| 2000, Sydney részletek         | Filiberto Azcuy · Kuba (CUB)              | Nagata Kacuhiko · Japán (JPN)                  | Alekszej Gluskov · Oroszország (RUS)       |
| 2004, Athén részletek          | Fərid Mənsurov · Azerbajdzsán (AZE)       | Şeref Eroğlu · Törökország (TUR)               | Mhitar Manukjan · Kazahsztán (KAZ)         |
| 2008, Peking részletek         | Steeve Guénot · Franciaország (FRA)       | Kanat Begalijev · Kirgizisztán (KGZ)           | Armen Vardanyan · Ukrajna (UKR)            |
| 2008, Peking részletek         | Steeve Guénot · Franciaország (FRA)       | Kanat Begalijev · Kirgizisztán (KGZ)           | Mihail Szjamjonav · Fehéroroszország (BLR) |
| 2012, London részletek         | Kim Hjonu (Kim Hyeon-u) · Dél-Korea (KOR) | Lőrincz Tamás · Magyarország (HUN)             | Manuchar Tskhadaia · Grúzia (GEO)          |
| 2012, London részletek         | Kim Hjonu (Kim Hyeon-u) · Dél-Korea (KOR) | Lőrincz Tamás · Magyarország (HUN)             | Steeve Guénot · Franciaország (FRA)        |
| 2016, Rio de Janeiro részletek | Davor Štefanek · Szerbia (SRB)            | Migran Arutyunyan · Örményország (ARM)         | Shmagi Bolkvadze · Grúzia (GEO)            |
| 2016, Rio de Janeiro részletek | Davor Štefanek · Szerbia (SRB)            | Migran Arutyunyan · Örményország (ARM)         | Rəsul Çunayev · Azerbajdzsán (AZE)         |
| 2020, Tokió részletek          | Mohammad Reza Geraei · Irán (IRI)         | Parviz Naszibov · Ukrajna (UKR)                | Frank Stäbler · Németország (GER)          |
| 2020, Tokió részletek          | Mohammad Reza Geraei · Irán (IRI)         | Parviz Naszibov · Ukrajna (UKR)                | Mohamed Ibrahim El-Sayed · Egyiptom (EGY)  |

### Váltósúly
- -72 kg (1932–1936)
- -73 kg (1948–1960)
- -78 kg (1964–1968)
- -74 kg (1972–1996)
- -76 kg (2000)
- -74 kg (2004–2012)
- -75 kg (2016)
- -77 kg (2020–)

| Olimpia                        | Arany                                           | Ezüst                                             | Bronz                                      |
| 1932, Los Angeles részletek    | Ivar Johansson · Svédország (SWE)               | Väinö Kajander · Finnország (FIN)                 | Ercole Gallegati · Olaszország (ITA)       |
| 1936, Berlin részletek         | Rudolf Svedberg · Svédország (SWE)              | Fritz Schäfer · Németország (GER)                 | Eino Virtanen · Finnország (FIN)           |
| 1948, London részletek         | Gösta Andersson · Svédország (SWE)              | Szilvásy Miklós · Magyarország (HUN)              | Henrik Hansen · Dánia (DEN)                |
| 1952, Helsinki részletek       | Szilvásy Miklós · Magyarország (HUN)            | Gösta Andersson · Svédország (SWE)                | Khalil Taha · Libanon (LIB)                |
| 1956, Melbourne részletek      | Mithat Bayrak · Törökország (TUR)               | Vlagyimir Manyejev · Szovjetunió (URS)            | Per Berlin · Svédország (SWE)              |
| 1960, Róma részletek           | Mithat Bayrak · Törökország (TUR)               | Günter Maritschnigg · Egyesült Német Csapat (EUA) | René Schiermeyer · Franciaország (FRA)     |
| 1964, Tokió részletek          | Anatolij Koleszov · Szovjetunió (URS)           | Kiril Petkov · Bulgária (BUL)                     | Bertil Nyström · Svédország (SWE)          |
| 1968, Mexikóváros részletek    | Rudolf Vesper · NDK (GDR)                       | Daniel Robin · Franciaország (FRA)                | Bajkó Károly · Magyarország (HUN)          |
| 1972, München részletek        | Vítězslav Mácha · Csehszlovákia (TCH)           | Pétrosz Galaktópulosz · Görögország (GRE)         | Jan Karlsson · Svédország (SWE)            |
| 1976, Montréal részletek       | Anatolij Bikov · Szovjetunió (URS)              | Vítězslav Mácha · Csehszlovákia (TCH)             | Karl-Heinz Helbing · NSZK (FRG)            |
| 1980, Moszkva részletek        | Kocsis Ferenc · Magyarország (HUN)              | Anatolij Bikov · Szovjetunió (URS)                | Mikko Huhtala · Finnország (FIN)           |
| 1984, Los Angeles részletek    | Jouko Salomäki · Finnország (FIN)               | Roger Tallroth · Svédország (SWE)                 | Ştefan Rusu · Románia (ROU)                |
| 1988, Szöul részletek          | Kim Jongnam (Kim Yeong-nam) · Dél-Korea (KOR)   | Daulet Turlihanov · Szovjetunió (URS)             | Józef Tracz · Lengyelország (POL)          |
| 1992, Barcelona részletek      | Mnacakan Iszkandarjan · Egyesített Csapat (EUN) | Józef Tracz · Lengyelország (POL)                 | Torbjörn Kornbakk · Svédország (SWE)       |
| 1996, Atlanta részletek        | Filiberto Azcuy · Kuba (CUB)                    | Marko Asell · Finnország (FIN)                    | Józef Tracz · Lengyelország (POL)          |
| 2000, Sydney részletek         | Murat Kardanov · Oroszország (RUS)              | Matt Lindland · Egyesült Államok (USA)            | Marko Yli-Hannuksela · Finnország (FIN)    |
| 2004, Athén részletek          | Aleksandr Dokturishvili · Üzbegisztán (UZB)     | Marko Yli-Hannuksela · Finnország (FIN)           | Vartyeresz Szamurgasev · Oroszország (RUS) |
| 2008, Peking részletek         | Manucsar Kvirkelia · Grúzia (GEO)               | Csang Jung-hsziang (Chang Yongxiang) · Kína (CHN) | Javor Janakiev · Bulgária (BUL)            |
| 2008, Peking részletek         | Manucsar Kvirkelia · Grúzia (GEO)               | Csang Jung-hsziang (Chang Yongxiang) · Kína (CHN) | Christophe Guenot · Franciaország (FRA)    |
| 2012, London részletek         | Roman Vlaszov · Oroszország (RUS)               | Arszen Dzsulfalakjan · Örményország (ARM)         | Aleksandr Kazakevič · Litvánia (LTU)       |
| 2012, London részletek         | Roman Vlaszov · Oroszország (RUS)               | Arszen Dzsulfalakjan · Örményország (ARM)         | Emin Əhmədov · Azerbajdzsán (AZE)          |
| 2016, Rio de Janeiro részletek | Roman Vlaszov · Oroszország (RUS)               | Mark Madsen · Dánia (DEN)                         | Kim Hjonu (Kim Hyeon-u) · Dél-Korea (KOR)  |
| 2016, Rio de Janeiro részletek | Roman Vlaszov · Oroszország (RUS)               | Mark Madsen · Dánia (DEN)                         | Saeid Abdevali · Irán (IRI)                |
| 2020, Tokió részletek          | Lőrincz Tamás · Magyarország (HUN)              | Akzsol Mahmudov · Kirgizisztán (KGZ)              | Jabiku Sóhei · Japán (JPN)                 |
| 2020, Tokió részletek          | Lőrincz Tamás · Magyarország (HUN)              | Akzsol Mahmudov · Kirgizisztán (KGZ)              | Rafiq Hüseynov · Azerbajdzsán (AZE)        |

### Középsúly
- -73 kg (1908)
- -75 kg (1912–1928)
- -79 kg (1932–1960)
- -87 kg (1964–1968)
- -82 kg (1972–1996)
- -85 kg (2000)
- -84 kg (2004–2012)
- -85 kg (2016)
- -87 kg (2020–)

| Olimpia                        | Arany                                  | Ezüst                                      | Bronz                                          |
| 1908, London részletek         | Frithiof Mårtensson · Svédország (SWE) | Mauritz Andersson · Svédország (SWE)       | Anders Andersen · Dánia (DEN)                  |
| 1912, Stockholm részletek      | Claes Johansson · Svédország (SWE)     | Martin Klein · Oroszország (RUS)           | Alfred Asikainen · Finnország (FIN)            |
| 1920, Antwerpen részletek      | Carl Westergren · Svédország (SWE)     | Arthur Lindfors · Finnország (FIN)         | Masa Perttilä · Finnország (FIN)               |
| 1924, Párizs részletek         | Edvard Westerlund · Finnország (FIN)   | Arthur Lindfors · Finnország (FIN)         | Roman Steinberg · Észtország (EST)             |
| 1928, Amszterdam részletek     | Väinö Kokkinen · Finnország (FIN)      | Papp László · Magyarország (HUN)           | Albert Kusnets · Észtország (EST)              |
| 1932, Los Angeles részletek    | Väinö Kokkinen · Finnország (FIN)      | Jean Földeák · Németország (GER)           | Axel Cadier · Svédország (SWE)                 |
| 1936, Berlin részletek         | Ivar Johansson · Svédország (SWE)      | Ludwig Schweickert · Németország (GER)     | Palotás József · Magyarország (HUN)            |
| 1948, London részletek         | Axel Grönberg · Svédország (SWE)       | Muhlis Tayfur · Törökország (TUR)          | Ercole Gallegati · Olaszország (ITA)           |
| 1952, Helsinki részletek       | Axel Grönberg · Svédország (SWE)       | Kalervo Rauhala · Finnország (FIN)         | Nyikolaj Belov · Szovjetunió (URS)             |
| 1956, Melbourne részletek      | Givi Kartozija · Szovjetunió (URS)     | Dimitar Dobrev · Bulgária (BUL)            | Rune Jansson · Svédország (SWE)                |
| 1960, Róma részletek           | Dimitar Dobrev · Bulgária (BUL)        | Lothar Metz · Egyesült Német Csapat (EUA)  | Ion Ţăranu · Románia (ROU)                     |
| 1964, Tokió részletek          | Branislav Simić · Jugoszlávia (YUG)    | Jiří Kormaník · Csehszlovákia (TCH)        | Lothar Metz · Egyesült Német Csapat (EUA)      |
| 1968, Mexikóváros részletek    | Lothar Metz · NDK (GDR)                | Valentyin Olenyik · Szovjetunió (URS)      | Branislav Simić · Jugoszlávia (YUG)            |
| 1972, München részletek        | Hegedűs Csaba · Magyarország (HUN)     | Anatolij Nazarenko · Szovjetunió (URS)     | Milan Nenadić · Jugoszlávia (YUG)              |
| 1976, Montréal részletek       | Momir Petković · Jugoszlávia (YUG)     | Vlagyimir Csebokszarov · Szovjetunió (URS) | Ivan Kolev · Bulgária (BUL)                    |
| 1980, Moszkva részletek        | Gennagyij Korban · Szovjetunió (URS)   | Jan Dołgowicz · Lengyelország (POL)        | Pavel Pavlov · Bulgária (BUL)                  |
| 1984, Los Angeles részletek    | Ion Draica · Románia (ROU)             | Dimítriosz Thanópulosz · Görögország (GRE) | Sören Claeson · Svédország (SWE)               |
| 1988, Szöul részletek          | Mihail Mamiasvili · Szovjetunió (URS)  | Komáromi Tibor · Magyarország (HUN)        | Kim Szanggju (Kim Sang-gyu) · Dél-Korea (KOR)  |
| 1992, Barcelona részletek      | Farkas Péter · Magyarország (HUN)      | Piotr Stępień · Lengyelország (POL)        | Daulet Turlihanov · Egyesített Csapat (EUN)    |
| 1996, Atlanta részletek        | Hamza Yerlikaya · Törökország (TUR)    | Thomas Zander · Németország (GER)          | Valerij Cilenyc · Fehéroroszország (BLR)       |
| 2000, Sydney részletek         | Hamza Yerlikaya · Törökország (TUR)    | Bárdosi Sándor · Magyarország (HUN)        | Muhran Vahtangadze · Grúzia (GEO)              |
| 2004, Athén részletek          | Alekszej Misin · Oroszország (RUS)     | Ara Abrahamian · Svédország (SWE)          | Vjacsaszlav Makaranka · Fehéroroszország (BLR) |
| 2008, Peking részletek         | Andrea Minguzzi · Olaszország (ITA)    | Fodor Zoltán · Magyarország (HUN)          | Nazmi Avluca · Törökország (TUR)               |
| 2012, London részletek         | Alan Hugajev · Oroszország (RUS)       | Karam Gáber Ibráhím · Egyiptom (EGY)       | Danyijal Gadzsijev · Kazahsztán (KAZ)          |
| 2012, London részletek         | Alan Hugajev · Oroszország (RUS)       | Karam Gáber Ibráhím · Egyiptom (EGY)       | Damian Janikowski · Lengyelország (POL)        |
| 2016, Rio de Janeiro részletek | Davit Chakvetadze · Oroszország (RUS)  | Zsan Belenyuk · Ukrajna (UKR)              | Dzsavid Hamzatav · Fehéroroszország (BLR)      |
| 2016, Rio de Janeiro részletek | Davit Chakvetadze · Oroszország (RUS)  | Zsan Belenyuk · Ukrajna (UKR)              | Denis Kudla · Németország (GER)                |
| 2020, Tokió részletek          | Zsan Belenyuk · Ukrajna (UKR)          | Lőrincz Viktor · Magyarország (HUN)        | Denis Kudla · Németország (GER)                |
| 2020, Tokió részletek          | Zsan Belenyuk · Ukrajna (UKR)          | Lőrincz Viktor · Magyarország (HUN)        | Zurab Datunasvili · Szerbia (SRB)              |

### Nehézsúly
- +82,5 kg (1912–1928)
- +87 kg (1932–1960)
- +97 kg (1964–1968)
- -100 kg (1972–1996)
- -97 kg (2000)
- -96 kg (2004–2012)
- -98 kg (2016)
- -97 kg (2020–)

| Olimpia                        | Arany                                                         | Ezüst                                           | Bronz                                           |
| 1912, Stockholm részletek      | Yrjö Saarela · Finnország (FIN)                               | Johan Olin · Finnország (FIN)                   | Søren Marinus Jensen · Dánia (DEN)              |
| 1920, Antwerpen részletek      | Adolf Lindfors · Finnország (FIN)                             | Poul Hansen · Dánia (DEN)                       | Martti Nieminen · Finnország (FIN)              |
| 1924, Párizs részletek         | Henri Deglane · Franciaország (FRA)                           | Edil Rosenqvist · Finnország (FIN)              | Badó Rajmund · Magyarország (HUN)               |
| 1928, Amszterdam részletek     | Rudolf Svensson · Svédország (SWE)                            | Hjalmar Nyström · Finnország (FIN)              | Georg Gehring · Németország (GER)               |
| 1932, Los Angeles részletek    | Carl Westergren · Svédország (SWE)                            | Josef Urban · Csehszlovákia (TCH)               | Nikolaus Hirschl · Ausztria (AUT)               |
| 1936, Berlin részletek         | Kristjan Palusalu · Észtország (EST)                          | John Nyman · Svédország (SWE)                   | Kurt Hornfischer · Németország (GER)            |
| 1948, London részletek         | Ahmet Kireççi · Törökország (TUR)                             | Tor Nilsson · Svédország (SWE)                  | Guido Fantoni · Olaszország (ITA)               |
| 1952, Helsinki részletek       | Johannes Kotkas · Szovjetunió (URS)                           | Josef Růžička · Csehszlovákia (TCH)             | Tauno Kovanen · Finnország (FIN)                |
| 1956, Melbourne részletek      | Anatolij Parfjonov · Szovjetunió (URS)                        | Wilfried Dietrich · Egyesült Német Csapat (EUA) | Adelmo Bulgarelli · Olaszország (ITA)           |
| 1960, Róma részletek           | Ivan Bohdan · Szovjetunió (URS)                               | Wilfried Dietrich · Egyesült Német Csapat (EUA) | Bohumil Kubát · Csehszlovákia (TCH)             |
| 1964, Tokió részletek          | Kozma István · Magyarország (HUN)                             | Anatolij Roscsin · Szovjetunió (URS)            | Wilfried Dietrich · Egyesült Német Csapat (EUA) |
| 1968, Mexikóváros részletek    | Kozma István · Magyarország (HUN)                             | Anatolij Roscsin · Szovjetunió (URS)            | Petr Kment · Csehszlovákia (TCH)                |
| 1972, München részletek        | Nicolae Martinescu · Románia (ROU)                            | Nyikolaj Jakovenko · Szovjetunió (URS)          | Kiss Ferenc · Magyarország (HUN)                |
| 1976, Montréal részletek       | Nyikolaj Balbosin · Szovjetunió (URS)                         | Kamen Goranov · Bulgária (BUL)                  | Andrzej Skrzydlewski · Lengyelország (POL)      |
| 1980, Moszkva részletek        | Georgi Rajkov · Bulgária (BUL)                                | Roman Bierła · Lengyelország (POL)              | Vasile Andrei · Románia (ROU)                   |
| 1984, Los Angeles részletek    | Vasile Andrei · Románia (ROU)                                 | Greg Gibson · Egyesült Államok (USA)            | Jožef Tertei · Jugoszlávia (YUG)                |
| 1988, Szöul részletek          | Andrzej Wroński · Lengyelország (POL)                         | Gerhard Himmel · NSZK (FRG)                     | Dennis Koslowski · Egyesült Államok (USA)       |
| 1992, Barcelona részletek      | Héctor Milián · Kuba (CUB)                                    | Dennis Koslowski · Egyesült Államok (USA)       | Szergej Gyemjaskevics · Egyesített Csapat (EUN) |
| 1996, Atlanta részletek        | Andrzej Wroński · Lengyelország (POL)                         | Szjarhej Listvan · Fehéroroszország (BLR)       | Mikael Ljungberg · Svédország (SWE)             |
| 2000, Sydney részletek         | Mikael Ljungberg · Svédország (SWE)                           | David Saldadze · Ukrajna (UKR)                  | Garrett Lowney · Egyesült Államok (USA)         |
| 2004, Athén részletek          | Karam Gáber Ibráhím · Egyiptom (EGY)                          | Ramaz Nozadze · Grúzia (GEO)                    | Mehmet Özal · Törökország (TUR)                 |
| 2008, Peking részletek         | Aszlanbek Hustov · Oroszország (RUS)                          | Mirko Englich · Németország (GER)               | Adam Wheeler · Egyesült Államok (USA)           |
| 2008, Peking részletek         | Aszlanbek Hustov · Oroszország (RUS)                          | Mirko Englich · Németország (GER)               | Aszet Mambetov · Kazahsztán (KAZ)               |
| 2012, London részletek         | Gászem Rezái · Irán (IRI)                                     | Rusztam Totrov · Oroszország (RUS)              | Artur Alekszanján · Örményország (ARM)          |
| 2012, London részletek         | Gászem Rezái · Irán (IRI)                                     | Rusztam Totrov · Oroszország (RUS)              | Jimmy Lidberg · Svédország (SWE)                |
| 2016, Rio de Janeiro részletek | Artur Alekszanján · Örményország (ARM)                        | Yasmany Lugo · Kuba (CUB)                       | Cenk İldem · Törökország (TUR)                  |
| 2016, Rio de Janeiro részletek | Artur Alekszanján · Örményország (ARM)                        | Yasmany Lugo · Kuba (CUB)                       | Gászem Rezái · Irán (IRI)                       |
| 2020, Tokió részletek          | Musza Jevlojev · Az Orosz Olimpiai Bizottság versenyzői (ROC) | Artur Alekszanján · Örményország (ARM)          | Tadeusz Michalik · Lengyelország (POL)          |
| 2020, Tokió részletek          | Musza Jevlojev · Az Orosz Olimpiai Bizottság versenyzői (ROC) | Artur Alekszanján · Örményország (ARM)          | Mohammad Hadi Saravi · Irán (IRI)               |

### Szupernehézsúly
- +93 kg (1908)
- +100 kg (1972–1984)
- -130 kg (1988–2000)
- -120 kg (2004–2012)
- -130 kg (2016-)

| Olimpia                        | Arany                                        | Ezüst                                  | Bronz                                                            |
| 1908, London részletek         | Weisz Richárd · Magyarország (HUN)           | Alekszandr Petrov · Oroszország (RUS)  | Søren Marinus Jensen · Dánia (DEN)                               |
| 1912–1968                      | Nem szerepelt az olimpiai programban         | Nem szerepelt az olimpiai programban   | Nem szerepelt az olimpiai programban                             |
| 1972, München részletek        | Anatolij Roscsin · Szovjetunió (URS)         | Alekszandar Tomov · Bulgária (BUL)     | Victor Dolipschi · Románia (ROU)                                 |
| 1976, Montréal részletek       | Alekszandr Kolcsinszkij · Szovjetunió (URS)  | Alekszandar Tomov · Bulgária (BUL)     | Roman Codreanu · Románia (ROU)                                   |
| 1980, Moszkva részletek        | Alekszandr Kolcsinszkij · Szovjetunió (URS)  | Alekszandar Tomov · Bulgária (BUL)     | Hasszan Bechara · Libanon (LIB)                                  |
| 1984, Los Angeles részletek    | Jeff Blatnick · Egyesült Államok (USA)       | Refik Memišević · Jugoszlávia (YUG)    | Victor Dolipschi · Románia (ROU)                                 |
| 1988, Szöul részletek          | Alekszandr Karelin · Szovjetunió (URS)       | Rangel Gerovszki · Bulgária (BUL)      | Tomas Johansson · Svédország (SWE)                               |
| 1992, Barcelona részletek      | Alekszandr Karelin · Egyesített Csapat (EUN) | Tomas Johansson · Svédország (SWE)     | Ioan Grigoraş · Románia (ROU)                                    |
| 1996, Atlanta részletek        | Alekszandr Karelin · Oroszország (RUS)       | Matt Ghaffari · Egyesült Államok (USA) | Serghei Mureico · Moldova (MDA)                                  |
| 2000, Sydney részletek         | Rulon Gardner · Egyesült Államok (USA)       | Alekszandr Karelin · Oroszország (RUS) | Dzmitrij Debelka · Fehéroroszország (BLR)                        |
| 2004, Athén részletek          | Haszan Barojev · Oroszország (RUS)           | Georgij Curcumia · Kazahsztán (KAZ)    | Rulon Gardner · Egyesült Államok (USA)                           |
| 2008, Peking részletek         | Mijaín López · Kuba (CUB)                    | Mindaugas Mizgaitis · Litvánia (LTU)   | Yannick Szczepaniak · Franciaország (FRA)                        |
| 2008, Peking részletek         | Mijaín López · Kuba (CUB)                    | Mindaugas Mizgaitis · Litvánia (LTU)   | Jurij Patrikejev · Örményország (ARM)                            |
| 2012, London részletek         | Mijaín López · Kuba (CUB)                    | Heiki Nabi · Észtország (EST)          | Rıza Kayaalp · Törökország (TUR)                                 |
| 2012, London részletek         | Mijaín López · Kuba (CUB)                    | Heiki Nabi · Észtország (EST)          | Johan Eurén · Svédország (SWE)                                   |
| 2016, Rio de Janeiro részletek | Mijaín López · Kuba (CUB)                    | Rıza Kayaalp · Törökország (TUR)       | Sabah Shariati · Azerbajdzsán (AZE)                              |
| 2016, Rio de Janeiro részletek | Mijaín López · Kuba (CUB)                    | Rıza Kayaalp · Törökország (TUR)       | Szergej Szemjonov · Oroszország (RUS)                            |
| 2020, Tokió részletek          | Mijaín López · Kuba (CUB)                    | Jakob Kadzsaja · Grúzia (GEO)          | Rıza Kayaalp · Törökország (TUR)                                 |
| 2020, Tokió részletek          | Mijaín López · Kuba (CUB)                    | Jakob Kadzsaja · Grúzia (GEO)          | Szergej Szemjonov · Az Orosz Olimpiai Bizottság versenyzői (ROC) |

## Megszűnt versenyszámok

### Papírsúly
- -48 kg (1972–1996)

| Olimpia           | Arany                                      | Ezüst                                       | Bronz                             |
| 1972, München     | Gheorghe Berceanu · Románia (ROU)          | Rahin Aliabadi · Irán (IRI)                 | Sztefan Angelov · Bulgária (BUL)  |
| 1976, Montréal    | Alekszej Sumakov · Szovjetunió (URS)       | Gheorghe Berceanu · Románia (ROU)           | Sztefan Angelov · Bulgária (BUL)  |
| 1980, Moszkva     | Zsakszilik Üskempirov · Szovjetunió (URS)  | Constantin Alexandru · Románia (ROU)        | Seres Ferenc · Magyarország (HUN) |
| 1984, Los Angeles | Vincenzo Maenza · Olaszország (ITA)        | Markus Scherer · NSZK (FRG)                 | Szaitó Ikuzó · Japán (JPN)        |
| 1988, Szöul       | Vincenzo Maenza · Olaszország (ITA)        | Andrzej Głąb · Lengyelország (POL)          | Bratan Cenov · Bulgária (BUL)     |
| 1992, Barcelona   | Oleg Kucserenko · Egyesített Csapat (EUN)  | Vincenzo Maenza · Olaszország (ITA)         | Wilber Sánchez · Kuba (CUB)       |
| 1996, Atlanta     | Sim Gvonho (Sim Gwon-ho) · Dél-Korea (KOR) | Aljakszandr Pavlav · Fehéroroszország (BLR) | Zafar Gulijev · Oroszország (RUS) |

### Lepkesúly
- -52 kg (1948–1996)
- -54 kg (2000)

| Olimpia           | Arany                                       | Ezüst                                            | Bronz                                              |
| 1948, London      | Pietro Lombardi · Olaszország (ITA)         | Kenan Olcay · Törökország (TUR)                  | Reino Kangasmäki · Finnország (FIN)                |
| 1952, Helsinki    | Borisz Gurevics · Szovjetunió (URS)         | Ignazio Fabra · Olaszország (ITA)                | Leo Honkala · Finnország (FIN)                     |
| 1956, Melbourne   | Nyikolaj Szolovjov · Szovjetunió (URS)      | Ignazio Fabra · Olaszország (ITA)                | Dursun Ali Eğribaş · Törökország (TUR)             |
| 1960, Róma        | Dumitru Pîrvulescu · Románia (ROU)          | Osman El-Sayed · Egyesült Arab Köztársaság (RAU) | Mohammad Paziraei · Irán (IRI)                     |
| 1964, Tokió       | Hanahara Cutomu · Japán (JPN)               | Angel Kerezov · Bulgária (BUL)                   | Dumitru Pîrvulescu · Románia (ROU)                 |
| 1968, Mexikóváros | Petar Kirov · Bulgária (BUL)                | Vlagyimir Bakulin · Szovjetunió (URS)            | Miroslav Zeman · Csehszlovákia (TCH)               |
| 1972, München     | Petar Kirov · Bulgária (BUL)                | Hirajama Kóicsiró · Japán (JPN)                  | Giuseppe Bognanni · Olaszország (ITA)              |
| 1976, Montréal    | Vitalij Konsztantyinyov · Szovjetunió (URS) | Nicu Gingă · Románia (ROU)                       | Hirajama Kóicsiró · Japán (JPN)                    |
| 1980, Moszkva     | Vahtang Blagidze · Szovjetunió (URS)        | Rácz Lajos · Magyarország (HUN)                  | Mladen Mladenov · Bulgária (BUL)                   |
| 1984, Los Angeles | Acudzsi Mijahara · Japán (JPN)              | Daniel Aceves · Mexikó (MEX)                     | Pang Dedu (Bang Dae-Du) · Dél-Korea (KOR)          |
| 1988, Szöul       | Jon Rønningen · Norvégia (NOR)              | Mijahara Acudzsi · Japán (JPN)                   | I Dzseszok (Lee Jae-seok) · Dél-Korea (KOR)        |
| 1992, Barcelona   | Jon Rønningen · Norvégia (NOR)              | Alfred Ter-Mkticsjan · Egyesített Csapat (EUN)   | Min Gjonggap (Min Gyeong-gap) · Dél-Korea (KOR)    |
| 1996, Atlanta     | Armen Nazarjan · Örményország (ARM)         | Brandon Paulson · Egyesült Államok (USA)         | Andrij Kalasnikov · Ukrajna (UKR)                  |
| 2000, Sydney      | Sim Gvonho (Sim Gwon-ho) · Dél-Korea (KOR)  | Lázaro Rivas · Kuba (CUB)                        | Kang Jonggjun (Gang Yeonggyun) · Észak-Korea (PRK) |

### Pehelysúly
- -60 kg (1912–1920)
- -62 kg (1924–1928)
- -61 kg (1932–1952)
- -62 kg (1956–1960)
- -63 kg (1964–1968)
- -62 kg (1972–1996)
- -63 kg (2000)
- -60 kg (2004–2012)

| Olimpia                | Arany                                             | Ezüst                                      | Bronz                                      |
| 1912, Stockholm        | Kaarlo Koskelo · Finnország (FIN)                 | Georg Gerstäcker · Németország (GER)       | Otto Lasanen · Finnország (FIN)            |
| 1920, Antwerpen        | Oskari Friman · Finnország (FIN)                  | Heikki Kähkönen · Finnország (FIN)         | Fritiof Svensson · Svédország (SWE)        |
| 1924, Párizs           | Kalle Anttila · Finnország (FIN)                  | Aleksanteri Toivola · Finnország (FIN)     | Eric Malmberg · Svédország (SWE)           |
| 1928, Amszterdam       | Voldemar Väli · Észtország (EST)                  | Eric Malmberg · Svédország (SWE)           | Gerolamo Quaglia · Olaszország (ITA)       |
| 1932, Los Angeles      | Giovanni Gozzi · Olaszország (ITA)                | Wolfgang Ehrl · Németország (GER)          | Lauri Koskela · Finnország (FIN)           |
| 1936, Berlin           | Yaşar Erkan · Törökország (TUR)                   | Aarne Reini · Finnország (FIN)             | Einar Karlsson · Svédország (SWE)          |
| 1948, London           | Mehmet Oktav · Törökország (TUR)                  | Olle Anderberg · Svédország (SWE)          | Tóth Ferenc · Magyarország (HUN)           |
| 1952, Helsinki         | Jakov Punkin · Szovjetunió (URS)                  | Polyák Imre · Magyarország (HUN)           | Abdel Al-Rashid · Egyiptom (EGY)           |
| 1956, Melbourne        | Rauno Mäkinen · Finnország (FIN)                  | Polyák Imre · Magyarország (HUN)           | Roman Dzeneladze · Szovjetunió (URS)       |
| 1960, Róma             | Müzahir Sille · Törökország (TUR)                 | Polyák Imre · Magyarország (HUN)           | Konsztantyin Virupajev · Szovjetunió (URS) |
| 1964, Tokió            | Polyák Imre · Magyarország (HUN)                  | Roman Rurua · Szovjetunió (URS)            | Branislav Martinović · Jugoszlávia (YUG)   |
| 1968, Mexikóváros      | Roman Rurua · Szovjetunió (URS)                   | Fudzsimoto Hideo · Japán (JPN)             | Simion Popescu · Románia (ROU)             |
| 1972, München          | Georgi Markov · Bulgária (BUL)                    | Heinz-Helmut Wehling · NDK (GDR)           | Kazimierz Lipień · Lengyelország (POL)     |
| 1976, Montréal         | Kazimierz Lipień · Lengyelország (POL)            | Nelszon Davigyan · Szovjetunió (URS)       | Réczi László · Magyarország (HUN)          |
| 1980, Moszkva          | Sztéliosz Mijákisz · Görögország (GRE)            | Tóth István · Magyarország (HUN)           | Borisz Kramorenko · Szovjetunió (URS)      |
| 1984, Los Angeles      | Kim Vongi (Kim Won-gi) · Dél-Korea (KOR)          | Kent-Olle Johansson · Svédország (SWE)     | Hugo Dietsche · Svájc (SUI)                |
| 1988, Szöul            | Kamandar Məcidov · Szovjetunió (URS)              | Zsivko Vangelov · Bulgária (BUL)           | An Dehjon (An Dae-hyeon) · Dél-Korea (KOR) |
| 1992, Barcelona        | Mehmet Akif Pirim · Törökország (TUR)             | Szergej Martinov · Egyesített Csapat (EUN) | Juan Marén · Kuba (CUB)                    |
| 1996, Atlanta          | Włodzimierz Zawadzki · Lengyelország (POL)        | Juan Marén · Kuba (CUB)                    | Mehmet Akif Pirim · Törökország (TUR)      |
| 2000, Sydney           | Vartyeresz Szamurgasev · Oroszország (RUS)        | Juan Marén · Kuba (CUB)                    | Akaki Csacsua · Grúzia (GEO)               |
| 2004, Athén            | Csong Dzsihjon (Jeong Ji-hyeon) · Dél-Korea (KOR) | Roberto Monzón · Kuba (CUB)                | Armen Nazarjan · Bulgária (BUL)            |
| 2008, Peking részletek | Iszlam-Beka Albijev · Oroszország (RUS)           | Vitaliy Rəhimov · Azerbajdzsán (AZE)       | Nurbakit Tengizbajev · Kazahsztán (KAZ)    |
| 2008, Peking részletek | Iszlam-Beka Albijev · Oroszország (RUS)           | Vitaliy Rəhimov · Azerbajdzsán (AZE)       | Ruszlan Tyumenbajev · Kirgizisztán (KGZ)   |
| 2012, London részletek | Omid Nóruzi · Irán (IRI)                          | Revaz Laski · Grúzia (GEO)                 | Zaur Kuramagomedov · Oroszország (RUS)     |
| 2012, London részletek | Omid Nóruzi · Irán (IRI)                          | Revaz Laski · Grúzia (GEO)                 | Macumoto Rjútaró · Japán (JPN)             |

### Félnehézsúly
- -93 kg (1908)
- -82.5 kg (1912–1928)
- -87 kg (1932–1960)
- -97 kg (1964–1968)
- -90 kg (1972–1996)

| Olimpia           | Arany                                    | Ezüst                                  | Bronz                                     |
| 1908, London      | Verner Weckman · Finnország (FIN)        | Yrjö Saarela · Finnország (FIN)        | Carl Jensen · Dánia (DEN)                 |
| 1912, Stockholm   | Nem adták ki                             | Anders Ahlgren · Svédország (SWE)      | Varga Béla · Magyarország (HUN)           |
| 1912, Stockholm   | Nem adták ki                             | Ivar Böhling · Finnország (FIN)        | Varga Béla · Magyarország (HUN)           |
| 1920, Antwerpen   | Claes Johansson · Svédország (SWE)       | Edil Rosenqvist · Finnország (FIN)     | Johannes Eriksen · Dánia (DEN)            |
| 1924, Párizs      | Carl Westergren · Svédország (SWE)       | Rudolf Svensson · Svédország (SWE)     | Onni Pellinen · Finnország (FIN)          |
| 1928, Amszterdam  | Ibrahim Moustafa · Egyiptom (EGY)        | Adolf Rieger · Németország (GER)       | Onni Pellinen · Finnország (FIN)          |
| 1932, Los Angeles | Rudolf Svensson · Svédország (SWE)       | Onni Pellinen · Finnország (FIN)       | Mario Gruppioni · Olaszország (ITA)       |
| 1936, Berlin      | Axel Cadier · Svédország (SWE)           | Edvīns Bietags · Lettország (LAT)      | Ago Neo · Észtország (EST)                |
| 1948, London      | Karl-Erik Nilsson · Svédország (SWE)     | Kelpo Gröndahl · Finnország (FIN)      | Ibrahim Orabi · Egyiptom (EGY)            |
| 1952, Helsinki    | Kelpo Gröndahl · Finnország (FIN)        | Salva Csihladze · Szovjetunió (URS)    | Karl-Erik Nilsson · Svédország (SWE)      |
| 1956, Melbourne   | Valentyin Nyikolajev · Szovjetunió (URS) | Petko Szirakov · Bulgária (BUL)        | Karl-Erik Nilsson · Svédország (SWE)      |
| 1960, Róma        | Tevfik Kiş · Törökország (TUR)           | Krali Bimbalov · Bulgária (BUL)        | Givi Kartozija · Szovjetunió (URS)        |
| 1964, Tokió       | Bojan Radev · Bulgária (BUL)             | Per Svensson · Svédország (SWE)        | Heinz Kiehl · Egyesült Német Csapat (EUA) |
| 1968, Mexikóváros | Bojan Radev · Bulgária (BUL)             | Nyikolaj Jakovenko · Szovjetunió (URS) | Nicolae Martinescu · Románia (ROU)        |
| 1972, München     | Valerij Rezancev · Szovjetunió (URS)     | Josip Čorak · Jugoszlávia (YUG)        | Czesław Kwieciński · Lengyelország (POL)  |
| 1976, Montréal    | Valerij Rezancev · Szovjetunió (URS)     | Sztojan Nikolov · Bulgária (BUL)       | Czesław Kwieciński · Lengyelország (POL)  |
| 1980, Moszkva     | Növényi Norbert · Magyarország (HUN)     | Igor Kanigin · Szovjetunió (URS)       | Petre Dicu · Románia (ROU)                |
| 1984, Los Angeles | Steve Fraser · Egyesült Államok (USA)    | Ilie Matei · Románia (ROU)             | Frank Andersson · Svédország (SWE)        |
| 1988, Szöul       | Atanasz Komsev · Bulgária (BUL)          | Harri Koskela · Finnország (FIN)       | Vlagyimir Popov · Szovjetunió (URS)       |
| 1992, Barcelona   | Maik Bullmann · Németország (GER)        | Hakkı Başar · Törökország (TUR)        | Gogi Koguasvili · Egyesített Csapat (EUN) |
| 1996, Atlanta     | Vjacseszlav Olijnik · Ukrajna (UKR)      | Jacek Fafiński · Lengyelország (POL)   | Maik Bullmann · Németország (GER)         |

### Abszolút kategória
| Olimpia     | Arany                              | Ezüst                                | Bronz                                        |
| 1896, Athén | Carl Schuhmann · Németország (GER) | Jeórjiosz Cítasz · Görögország (GRE) | Sztéfanosz Hrisztópulosz · Görögország (GRE) |